# Johannes Wattrangius
Johannes Wattrangius (urspr. Johannes Jönsson), född 1578 i Vattrång, Harmånger socken, död den 1 februari 1652 i Södertälje, var en svensk präst vilken även hade ett antal poster vid det svenska hovet.
Johannes Wattrangius var son till kronobefallningsmannen i Vattrång Jöns Jönsson (1546-1620) och dennes hustru Märta Larsdotter (död 1628). Wattrangius bedrev studier vid Uppsala universitet och finns noterad som var student där ännu 1606. Endast fyra år senare, 1610, utnämndes han dock till hovpredikant hos kung Karl IX. Hans kyrkliga bana fortsatte därefter som kyrkoherde i Södertälje 1616 och häradsprost 1626. Wattrangius blev även informator för Karl IX:s yngre son, hertig Karl Filip i Stockholm samt predikant vid änkedrottning Kristinas hov. 
Wattrangius var gift med Brita Roslagia, dotter till kaplanen Mikael Laurentii Roslagius och dennes hustru Karin Persdotter Granne. Paret fick fem barn:
- Johan Wattrang (1619-1680), häradshövding
- Zakarias Wattrang (1620-1687), arkiater
- Abraham Wattrangius (1626-1666), skolmästare och kyrkoherde
- Isak Wattrangius (1628-1686), kontraktsprost och riksdagsman
- Jakob Wattrang (1630-1698), revisionssekreterare

Johannes Wattrangius ligger begravd i Södertälje kyrka där ett epitafium är uppsatt över honom.